# Dotation globale de fonctionnement
Pour les articles homonymes, voir DGF.
Pour un article plus général, voir Finances locales en France.
En France, les dotations globales de fonctionnement (DGF) sont des concours financiers de l'État au budget des collectivités territoriales. Toutefois, on peut utiliser cette expression pour le financement de certains établissements publics (université, établissements de santé, etc.).

## Histoire
Sous l'influence du rapport Guichard de 1976, la dotation globale de fonctionnement a été créée en 1979, peu avant l'Acte I de la décentralisation de 1982. Elle succède au versement représentatif de la taxe sur les salaires (VRTS) fondée en 1967. Elle est réformée une première fois en 1985 avec la décomposition des DGF des communes et des départements en plusieurs parts. En 1990, la DGF est indexée sur un indice comprenant l'inflation et l'évolution du produit intérieur brut en volume. En 1991, la dotation de solidarité urbaine, composante de la DGF du bloc communal, est créée dans le cadre du développement de la politique de la ville. En 2004, elle est de nouveau modifiée en profondeur avec la création de la dotation nationale de péréquation pour le bloc communal et la création d'une DGF spécifique aux régions.
C'est le second principal transfert financier de l'État au profit des collectivités locales, en baisse depuis quelques années, après la TVA. Dans le cadre du budget 2024, la DGF s'élève à 27,2 milliards d'euros. Au sein du budget, elle s'intègre dans les prélèvements sur recettes au profit des collectivités locales. Les prélèvements sur recettes désignent les transferts financiers prélevés directement au sein des recettes de l'État.

## Composition
La dotation globale de fonctionnement recouvre en réalité plusieurs dotations différentes, spécialisées par niveaux de collectivités. Ainsi, il existe une dotation pour les régions, une dotation pour les départements et une dotation pour le bloc communal (communes et établissements publics de coopération intercommunale). Ces dotations sont elles-mêmes subdivisées en parts, recouvrant notamment des dotations de péréquation. 
La DGF des régions comprend une part forfaitaire qui concerne l'ensemble des régions et une part de péréquation au profit des régions les plus défavorisées.
La DGF des départements comprend 4 dotations dont une part forfaitaire et 3 dotations de péréquation : la dotation de péréquation urbaine (DPU) au profit des départements urbains, la dotation de fonctionnement minimal (DFM) pour les départements ruraux et la dotation de compensation. 
La DGF des EPCI comprend une part forfaitaire (la dotation d'intercommunalité) et une part de péréquation (la dotation de compensation). 
La DGF des communes comprend 4 dotations dont une part forfaitaire et 3 dotations de péréquation : la dotation de solidarité urbaine (DSU) pour les communes urbaines, la dotation de solidarité rurale (DSR) pour les communes rurales et la dotation nationale de péréquation (DNP). 
Au total, le bloc communal perçoit 58 % de la DGF, les départements 29 % et les régions 13 %.
|                  | Dotation forfaitaire | Autres dotations | Total |
| ---------------- | -------------------- | ---------------- | ----- |
| Communes et EPCI | 7                    | 11               | 18    |
| Départements     | 4,5                  | 4,5              | 9     |
| Total            | 11,5                 | 15,5             | 27    |

## Volonté de réformes
Depuis plusieurs années, la DGF fait l'objet de projets de réformes. En effet, elle est critiquée en raison de sa complexité, entraînant un manque de lisibilité et de son manque d'adaptation aux enjeux contemporains. Toutefois, en raison des difficultés liées à cette réforme, elle est pour l'instant repoussée à une application en 2018. Dans le projet de loi de finances pour 2017, la DGF régionale doit disparaître pour être remplacée par le transfert d'une fraction de la TVA.
Le spécialiste des finances locales et enseignant à l'Université de Rennes 1, Yann Le Meur, réclame également une meilleure transparence des données publiques permettant de comprendre le calcul des dotations pour les collectivités. Il déclare dans une tribune publiée dans le quotidien Ouest-France qu'« ayant rendu le système opaque, l'État prive volontairement les élus (à qui l'on demande des efforts) des connaissances indispensables à leur bonne gestion et complique le travail des experts ». Or, selon lui, « rien ne peut justifier que l’on prive les collectivités d’une information aussi précieuse ».
La transparence des modalités de répartition de la DGF, fixées par le code général des collectivités territoriales, a été considérablement accrue ces dernières années. La Direction générale des collectivités locales (DGCL), chargée du calcul des attributions de chaque collectivité au titre de la DGF, publie ainsi chaque année une série de notes d'information détaillant de manière transparente l'ensemble des modalités de calcul de chacune des composantes de la DGF. Depuis 2018, elle publie de manière exhaustive les données de calcul de ces différentes composantes, en format exploitable et réutilisable à l'adresse suivante : http://www.dotations-dgcl.interieur.gouv.fr/consultation/criteres_repartition.php. Par ailleurs, une fiche individuelle et détaillée est adressée à chaque commune, sous le couvert des préfectures, reprenant les indicateurs de ressources et de charges propres à chacune.

## Sources
- « La dotation globale de fonctionnement », Collectivités-locales.gouv.fr (consulté le 14 novembre 2016).